# Санта-Марія де ла Антигва
```

```

Санта-Марія де ла Антігва (Санта-Марія-ла-Антигуа дель Дарьєн) — перше місто засноване іспанцями в Америці.
Засноване в 1510 році конкістадором Васко Нуньєс де Бальбоа.

## Розташування
Санта-Марія де ла Антигва розташоване в сучасній Колумбії близько 40 миль на південь від м. Аканді (Acandí)(Колумбія, Чоко) на узбережжі Дар'єнської затоки. 
Дарьєн є диким регіоном на крайньому сході країни, що межує з Колумбією на сході, Куна-Яла (Сан-Блас) на півночі, Тихим океаном на півдні, і провінціями Панами на північно-заході. 

## Історія
Саме з Санта-Марії де ла Антигва 1 вересня 1513 року вирушили в похід іспанські конкістадори під командуванням де Бальбоа, і  через чотири тижні вийшли до узбережжя Тихого океану. Він вийшов на берег океану і охрестив його Південним морем.
Першою лікарнею, заснованої на новій землі у 1515 році, став шпиталь Сантьяго у Санта-Марія-ла-Антигуа. Керував шпиталем лікар Педраріас Тиснула, який прибув на перешийок разом зі своїм помічником хірургом — Ернандо де ла Вегою (Hernando de la Vega).
Основною діяльністю мешканців міста у 16 ст. був обмін дешевих побутових речей та прикрас на благородні метали індіанців, якими вони володіли у великій кількості.